# Aloha 'Oe

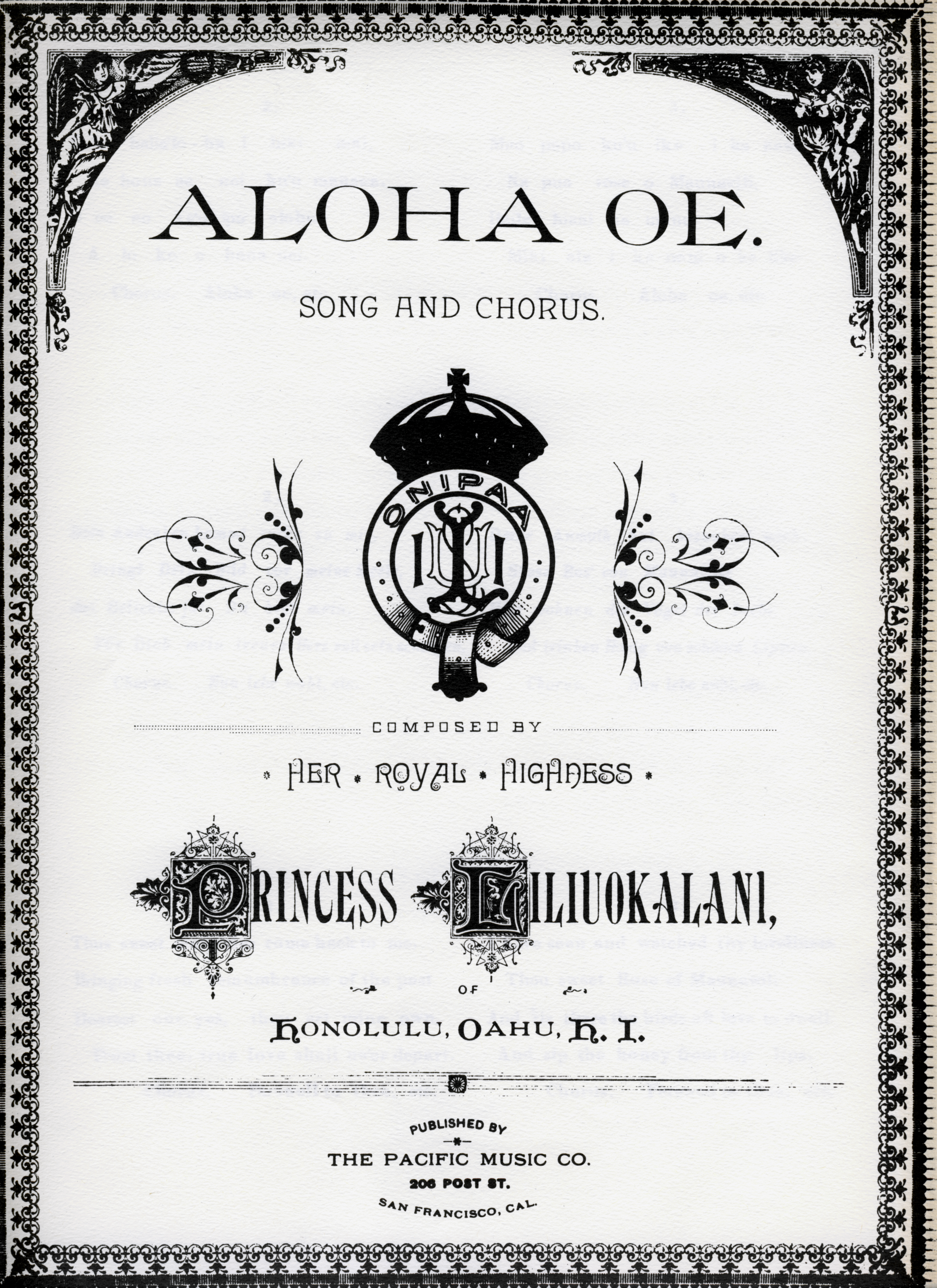

Aloha ʻOe (Afscheid van jou) is het bekendste lied van Liliuokalani, de laatste koningin van Hawaï.
De aanleiding om het lied te schrijven was een tocht te paard die zij in 1877 ondernam naar het zuidoosten van Oahu. Bij haar bezoek aan de boerderij van de familie Boyd in Maunawili zag Liliuokalani hoe kolonel James Boyd een van de jongere dames bij het afscheid omhelsde. Op de terugreis kwam de melodie bij haar op en na haar terugkeer naar haar huis, Washington Place, maakte zij er een tekst bij. De melodie van het refrein lijkt veel op die van het lied "There's Music In The Air" uit 1854 van de Amerikaanse songwriter George Frederick Root.

## Hawaiiaanse tekst
Ha`aheo ka ua i nâ pali 

Ke nihi a`ela i ka nahele 

E hahai (uhai) ana paha i ka liko

Pua `âhihi lehua o uka 

(Refrein)

Aloha `oe, aloha `oe

E ke onaona noho i ka lipo 

One fond embrace,

A ho`i a`e au

Until we meet again 

`O ka hali`a aloha i hiki mai 

Ke hone a`e nei i Ku`u manawa 

`O `oe nô ka`u ipo aloha 

A loko e hana nei 

Maopopo ku`u `ike i ka nani 

Nâ pua rose o Maunawili 

I laila hia`ia nâ manu

Miki`ala i ka nani o ka lipo 